# 2000年ドイツグランプリ
2000年ドイツグランプリ(2000 German Grand Prix)は、2000年のF1世界選手権第11戦として、2000年7月30日にホッケンハイムリンクで開催された。

## 予選
レースウィークのホッケンハイムは連日雨にたたられ、予選もその影響を受けた。予選開始早々ルーベンス・バリチェロは電気系トラブルのためストップしたが、スペアカーはフリー走行でクラッシュしたシューマッハが使っていたため、レースカーを修復して走る羽目になった。残り時間が少ない中予選落ちの可能性もあったが、辛うじて107%タイムを回避し18番手に滑り込んだ。
ポールポジションはデビッド・クルサードが獲得。コースコンディションが良いタイミングでアタックしたジャンカルロ・フィジケラが、3番手タイムを記録した。前戦オーストリアGPで一時3位を走行したペドロ・デ・ラ・ロサは自己最高の5番グリッドを獲得した。なお地元のハインツ＝ハラルド・フレンツェンはシケイン不通過で自己ベストタイムが抹消され、17番手に沈んだ。

### 結果
| 順位 | No | ドライバー                       | チーム                     | タイム   | 差     |
| ---- | -- | -------------------------------- | -------------------------- | -------- | ------ |
| 1    | 2  | デビッド・クルサード             | マクラーレン・メルセデス   | 1'45.697 |        |
| 2    | 3  | ミハエル・シューマッハ           | フェラーリ                 | 1'47.063 | +1.366 |
| 3    | 11 | ジャンカルロ・フィジケラ         | ベネトン・プレイライフ     | 1'47.130 | +1.433 |
| 4    | 1  | ミカ・ハッキネン                 | マクラーレン・メルセデス   | 1'47.162 | +1.465 |
| 5    | 18 | ペドロ・デ・ラ・ロサ             | アロウズ・スーパーテック   | 1'47.786 | +2.089 |
| 6    | 6  | ヤルノ・トゥルーリ               | ジョーダン・無限ホンダ     | 1'47.833 | +2.136 |
| 7    | 12 | アレクサンダー・ヴルツ           | ベネトン・プレイライフ     | 1'48.037 | +2.340 |
| 8    | 8  | ジョニー・ハーバート             | ジャガー・コスワース       | 1'48.078 | +2.381 |
| 9    | 22 | ジャック・ヴィルヌーヴ           | BAR・ホンダ                | 1'48.121 | +2.424 |
| 10   | 7  | エディ・アーバイン               | ジャガー・コスワース       | 1'48.305 | +2.608 |
| 11   | 19 | ヨス・フェルスタッペン           | アロウズ・スーパーテック   | 1'48.321 | +2.624 |
| 12   | 23 | リカルド・ゾンタ                 | BAR・ホンダ                | 1'48.665 | +2.968 |
| 13   | 15 | ニック・ハイドフェルド           | プロスト・プジョー         | 1'48.690 | +2.993 |
| 14   | 9  | ラルフ・シューマッハ             | ウィリアムズ・BMW          | 1'48.841 | +3.144 |
| 15   | 17 | ミカ・サロ                       | ザウバー・ペトロナス       | 1'49.204 | +3.507 |
| 16   | 10 | ジェンソン・バトン               | ウィリアムズ・BMW          | 1'49.215 | +3.518 |
| 17   | 5  | ハインツ＝ハラルド・フレンツェン | ジョーダン・無限ホンダ     | 1'49.280 | +3.583 |
| 18   | 4  | ルーベンス・バリチェロ           | フェラーリ                 | 1'49.544 | +3.847 |
| 19   | 16 | ペドロ・ディニス                 | ザウバー・ペトロナス       | 1'49.936 | +4.239 |
| 20   | 14 | ジャン・アレジ                   | プロスト・プジョー         | 1'50.289 | +4.592 |
| 21   | 21 | ガストン・マッツァカーネ         | ミナルディ・フォンドメタル | 1'51.611 | +5.194 |
| 22   | 20 | マルク・ジェネ                   | ミナルディ・フォンドメタル | 1'53.094 | +7.397 |

- 予選通過タイム 1'53.096

## 決勝
決勝はドライコンディションで始まったが、サーキット上空に黒雲が近づいており、レース中の降雨が予想された。16番グリッドのジェンソン・バトンはフォーメーションラップに出遅れ、最後尾スタートとなった。
スタートでは4番グリッドのミカ・ハッキネンが絶妙な加速をみせ、トップに躍り出た。ポールポジションのデビッド・クルサードは隣のミハエル・シューマッハの動きを牽制。シューマッハはアウト側に進路を変えたが、後方から来たジャンカルロ・フィジケラと接触してダブルリタイアとなった。シューマッハはこれで2戦連続0周リタイアとなり、マシンを降りるとフィジケラに怒りのゼスチャーを見せた。
その後、マクラーレンのハッキネンとクルサードがワン・ツー走行で3位以下を引き離していく。後方では18番手スタートのルーベンス・バリチェロが通常の1ストップ作戦ではなく2ストップ作戦を選択し、燃料が軽いマシンで一気にポジションを挽回。3位まで浮上したあと、17周目に最初のピットストップを行い、5位でレースに復帰した。同様の作戦を採ったハインツ＝ハラルド・フレンツェンも6位まで順位を上げた。
レース展開は一旦落ち着くが、25周目に予期せぬハプニングが起こる。1コーナー先のコースサイドに不審者が入り込み、コース上を横切るという危険な行為をとったため、急遽セーフティカーが導入された（身柄を拘束された不審者は、メルセデス・ベンツを解雇された元従業員だったことが判明する）。各車はこのタイミングで一斉にピットストップを行うが、マクラーレン勢は10秒のリードが帳消しになった上に、クルサードはピットインが1周遅れたため2位から6位へポジションを落とした。一方、バリチェロとフレンツェンは2回目のピットストップを上手く合わせ込み、それぞれ3位と5位の好位置をキープした。29周目にレース再開となるが、ペドロ・ディニスがジャン・アレジと接触してタイヤを飛ばし、再びセーフティーカーが出動した。
2度目のリスタート後、サーキット西側で強い雨が降り始め、第3シケインからインフィールドセクション、ホームストレートにかけてはずぶ濡れだが、森の中のストレート区間は乾いたままという状況になった。35周目、先頭のハッキネンと2位ヤルノ・トゥルーリがピットでレインタイヤに履き替えるが、3位のバリチェロはドライタイヤのまま走り続けて首位に立つ。終盤はハッキネンに追い上げられたが、難しい路面状況での粘りが実を結び、そのままトップチェッカーを受けた。フレンツェンも同じくレースを盛り上げたが、ハッキネンに抜かれた直後にマシントラブルのためストップした。
バリチェロはF1デビュー8年目、出走124戦目での初優勝。この時点ではもっとも遅い初優勝記録となり、表彰台ではブラジル国旗を手に男泣きした。新人バトンは最後尾スタートから自己ベストの4位まで挽回してみせた。

### 結果
| 順位 | No | ドライバー                       | チーム                     | 周回数 | タイム/リタイア | グリッド | ポイント |
| ---- | -- | -------------------------------- | -------------------------- | ------ | --------------- | -------- | -------- |
| 1    | 4  | ルーベンス・バリチェロ           | フェラーリ                 | 45     | 1:25:34.418     | 18       | 10       |
| 2    | 1  | ミカ・ハッキネン                 | マクラーレン・メルセデス   | 45     | +7.452          | 4        | 6        |
| 3    | 2  | デビッド・クルサード             | マクラーレン・メルセデス   | 45     | +21.168         | 1        | 4        |
| 4    | 10 | ジェンソン・バトン               | ウィリアムズ・BMW          | 45     | +22.685         | 16       | 3        |
| 5    | 17 | ミカ・サロ                       | ザウバー・ペトロナス       | 45     | +27.112         | 15       | 2        |
| 6    | 18 | ペドロ・デ・ラ・ロサ             | アロウズ・スーパーテック   | 45     | +29.080         | 5        | 1        |
| 7    | 9  | ラルフ・シューマッハ             | ウィリアムズ・BMW          | 45     | +30.898         | 14       |          |
| 8    | 22 | ジャック・ヴィルヌーヴ           | BAR・ホンダ                | 45     | +47.537         | 9        |          |
| 9    | 6  | ヤルノ・トゥルーリ               | ジョーダン・無限ホンダ     | 45     | +50.901         | 6        |          |
| 10   | 7  | エディ・アーバイン               | ジャガー・コスワース       | 45     | +1:19.664       | 10       |          |
| 11   | 21 | ガストン・マッツァカーネ         | ミナルディ・フォンドメタル | 45     | +1:29.504       | 21       |          |
| 12   | 15 | ニック・ハイドフェルド           | プロスト・プジョー         | 40     | オルタネーター  | 13       |          |
| Ret  | 5  | ハインツ＝ハラルド・フレンツェン | ジョーダン・無限ホンダ     | 39     | ギアボックス    | 17       |          |
| Ret  | 19 | ヨス・フェルスタッペン           | アロウズ・スーパーテック   | 39     | スピン          | 11       |          |
| Ret  | 23 | リカルド・ゾンタ                 | BAR・ホンダ                | 37     | スピン          | 12       |          |
| Ret  | 20 | マルク・ジェネ                   | ミナルディ・フォンドメタル | 33     | エンジン        | 22       |          |
| Ret  | 12 | アレクサンダー・ヴルツ           | ベネトン・プレイライフ     | 31     | 電気系          | 7        |          |
| Ret  | 16 | ペドロ・ディニス                 | ザウバー・ペトロナス       | 29     | 接触            | 19       |          |
| Ret  | 14 | ジャン・アレジ                   | プロスト・プジョー         | 29     | 接触            | 20       |          |
| Ret  | 8  | ジョニー・ハーバート             | ジャガー・コスワース       | 12     | ギアボックス    | 8        |          |
| Ret  | 3  | ミハエル・シューマッハ           | フェラーリ                 | 0      | 接触            | 2        |          |
| Ret  | 11 | ジャンカルロ・フィジケラ         | ベネトン・プレイライフ     | 0      | 接触            | 3        |          |

- ファステストラップ：バリチェロ 1分44秒300 (LAP 20)
- ラップリーダー：ハッキネン (LAP 1-25)、クルサード (LAP 26-27)、ハッキネン (LAP 28-35)、バリチェロ (LAP 36-45)